# EVO Banco
EVO Banco fue un banco español eminentemente digital, nacido como marca comercial en 2012. Tenía su sede en Madrid.
El 28 de febrero de 2014, fue adquirido por el fondo de inversión estadounidense Apollo Global Management. Desde mayo de 2019, EVO Banco fue propiedad de Bankinter y finalmente absorbido por su matriz en 2025.

## Historia
En 2010, las cajas de ahorros gallegas, Caixa Galicia y Caixanova, se fusionaron para crear una nueva caja, la cual recibió el nombre de NovaCaixaGalicia. Todas las oficinas de las dos antiguas cajas pasaron a cambiar su logotipo y su marca comercial por el de la nueva resultante. 
En 2011, en consonancia con la reestructuración del sistema financiero en España, NovaCaixaGalicia cedió todos sus activos, oficinas y cartera de clientes a la entidad bancaria NCG Banco, S. A., creada para tal efecto. Dicha entidad fue nacionalizada el 30 de septiembre de 2011 por el Estado, a través del FROB.
El 14 de noviembre de 2011, NCG Banco anunció que comenzaría a operar con dos marcas diferenciadas y dos modelos de negocio especializados: Novagalicia Banco en Galicia, Asturias, Castilla y León y el mercado internacional; y NGB en el resto de España. El 12 de marzo de 2012, NCG Banco comenzó a operar fuera de Galicia, Asturias y la provincia de León bajo la denominación comercial EVO Banco.

### Adquisición por Apollo Global Management
Tras la nacionalización de NCG Banco, el negocio bancario de EVO Banco, así como el de Novagalicia Banco, se encontraban a la espera de ser subastado a un nuevo propietario.
El proceso de privatización de EVO Banco estuvo marcado por el pliego de términos firmado por NCG Banco y las autoridades españolas y europeas, con el plazo límite de 31 de diciembre de 2014 para formalizar la venta.
El 20 de junio de 2013, el consejo de administración de NCG Banco aprobó la selección de cinco grupos de inversores y entidades interesados en adquirir EVO Banco para iniciar la fase final de su proceso de venta.
El 7 de agosto de 2013, se anunció la intención de EVO Banco de unificar su oferta comercial para ser una entidad totalmente independiente absorbiendo a los antiguos clientes de Novagalicia Banco para acelerar su venta, ya que los clientes de EVO Banco continuaban siendo clientes, al menos de hecho, de Novagalicia Banco.
El 9 de septiembre de 2013, NCG Banco anunció a la CNMV la venta del 100% de las oficinas de EVO Banco por parte de NCG Banco al fondo estadounidense Apollo Global Management por 60 millones de euros.
El 8 de octubre de 2013, EVO Banco comenzó su andadura en solitario. Registró su nombre propio y su domicilio social en La Coruña (en la propia sede central de NCG Banco) como empresa independiente. Nació con un consejo de administración propio y con un capital social de 18 millones de euros. El único administrador fue NCG Banco hasta que Apollo tomara las riendas definitivamente. Por lo tanto, estos movimientos tuvieron carácter provisional hasta que dicho fondo tomara el mando y acordara las decisiones oportunas (sede social, ampliación de capital, nuevo consejo...).
El 16 de octubre de 2013, EVO Banco fue inscrito en el Registro Especial de Bancos y Banqueros del Banco de España con el número de codificación 0239.
El 9 de diciembre de 2013, NCG Banco culminó el proceso de transferencia de activos, pasivos, clientes, empleados y servicios a EVO Banco, tres meses después de la firma del preacuerdo de venta con Apollo European Principal Finance Fund II (Apollo EPF II), un fondo gestionado por entidades filiales de Apollo Global Management.
Se estableció un acuerdo entre NCG Banco y Apollo para evitar la competencia entre ambas entidades, aunque el plan de negocio de EVO Banco no pasaba por operar, de momento, en el noroeste de España (territorio de NCG Banco a través de su marca Novagalicia Banco).
El 28 de febrero de 2014, NCG Banco transmitió todas las acciones de EVO Banco a Apollo, con lo que se cerró la operación de adquisición. Unas semanas antes, la sede social de EVO Banco pasó a situarse en Madrid.
En octubre de 2015, anunció el cierre de hasta un 37% de su red de oficinas antes del cierre del ejercicio. El objetivo de la entidad pasaba por reducir su red de 71 sucursales hasta una horquilla final de entre 45 y 55 oficinas.
En octubre de 2017, planteó un expediente de regulación de empleo que podría afectar a entre 260 y 270 empleados. Además, se planteó el cierre de todas las oficinas excepto cinco, una en cada de las siguientes capitales: Madrid, Barcelona, Valencia, Sevilla y Bilbao. Todo ello se anunció como "un cambio en el modelo para competir en el mundo digital".

### Adquisición por Bankinter
El 25 de septiembre de 2018, Bankinter anunció que había alcanzado un acuerdo con Smart Holdco, una entidad propiedad de varios fondos gestionados por compañías vinculadas con Apollo Global Management y propietaria de EVO Banco para la adquisición del negocio bancario de EVO Banco en España y el de su filial de crédito al consumo en Irlanda, Avantcard. En la operación, quedó excluida la compra de EVO Finance, la financiera del Grupo en España.
El 31 de mayo de 2019, tras obtener las autorizaciones correspondientes, Bankinter cerró dicha compra por un coste total de 65,8 millones de euros, ya que, a pesar de que el desembolso total fue de 199,4 millones de euros, el exceso de capital de EVO Banco derivado de la segregación de Evo Finance realizada con carácter previo revirtió 133,6 millones de euros para Bankinter.
El 1 de septiembre de 2019, EVO Finance pasó a convertirse en Servicios Prescriptor y Medios de Pagos E.F.C., S.A.U., desvinculándose así por completo de la marca EVO.
En septiembre de 2019, anunció que, a partir del 18 de octubre, solamente permanecería operativa la oficina de Madrid.
En marzo de 2021, anunció que, a partir de en torno al 1 de mayo, trasladaría su única oficina física y sede corporativa a otra ubicación cercana.
En junio de 2024, Bankinter anunció que absorbería Evo Banco, con el objetivo de potenciar las capacidades digitales de la primera entidad, así como de reducir costes y mejorar la rentabilidad.
El 1 de abril de 2025, Evo Banco desaparece como entidad independiente, integrándose en su matriz, Bankinter.

## Red de oficinas
Al ser un banco eminentemente digital, solamente contaba con la oficina central en Madrid.